# 薩拉熱窩車站
薩拉熱窩車站（波士尼亞語: Glavna željeznička stanica u Sarajevu）是波士尼亞與赫塞哥維納首都塞拉耶佛的鐵路車站，坐落在城市的北部；建於1882年，1950年被現在的建築所取代。
2009年12月，薩拉熱窩火車站和貝爾格萊德中央車站，在因南斯拉夫戰爭導致18次中斷後，重新建立了國際鐵路服務。